# CS Lotru Brezoi (fotbal)
Clubul Sportiv Lotru Brezoi, cunoscut sub numele de Lotru Brezoi, este un club românesc de fotbal din orașul Brezoi, județul Vâlcea, care evoluează în Liga a IV-a Vâlcea, al patrulea eșalon al sistemului de ligi al fotbalului românesc. Înființat în 1933, clubul de la poalele Țurțudanului a câștigat de cinci ori campionatul județean Vâlcea și a evoluat timp de șaisprezece sezoane în Divizia C, între anii 1970 și 2006.

## Istoric
Echipa a fost înființată în 1933, în contextul dezvoltării industriale a zonei și a interesului crescut pentru sport în rândul localnicilor. Denumită după râul Lotru, echipa a devenit rapid un simbol local.
Valea Lotrului a cunoscut o perioadă de efervescență economică și socială în prima jumătate a secolului XX, datorită căutărilor de aur și activităților industriale, așa cum este documentat și în presa contemporană.
Valea Lotrului a cunoscut o perioadă de efervescență economică și socială în prima jumătate a secolului XX, datorită căutărilor de aur și activităților industriale, așa cum este documentat și în presa contemporană. În acest context, sportul local a beneficiat de sprijin instituțional, iar clubul a fost susținut în mod direct de Societatea Forestieră „Carpatina”, care avea aproximativ 3.000 de salariați. Se urmărea transformarea orașului Brezoi într-un centru sportiv de prim rang, fiind construite un stadion, un bazin și demarate lucrări la tribune.
În perioada comunistă, „Lotru Brezoi“ a activat frecvent în Divizia C (actuala Liga a III-a), având meciuri de referință în fața unor echipe importante ale vremii. Mulți fotbaliști formați la Brezoi au ajuns la cluburi din eșaloanele superioare ale fotbalului românesc.

## Performanțe
- participări multiple în Divizia C (înainte de 1989)[5]
- Juniorii U19: dublă campioană județeană (2023, 2024) și dublă câștigătoare a Cupei Boromir[6]
- Campioană a Ligii a IV-a Vâlcea în mai multe ediții:  1968–69, 1969–70, 1984–85, 1985–86, 2004–05

## Stadion
Echipa „Lotru Brezoi“ își dispută meciurile pe Stadionul „Gheorghe Borchină“ din Brezoi, cu o capacitate de aproximativ 500 de locuri. Stadionul de la poalele Țurțudanului, poartă numele unuia dintre cei mai longevivi antrenori ai clubului.

## Jucători și antrenori remarcabili

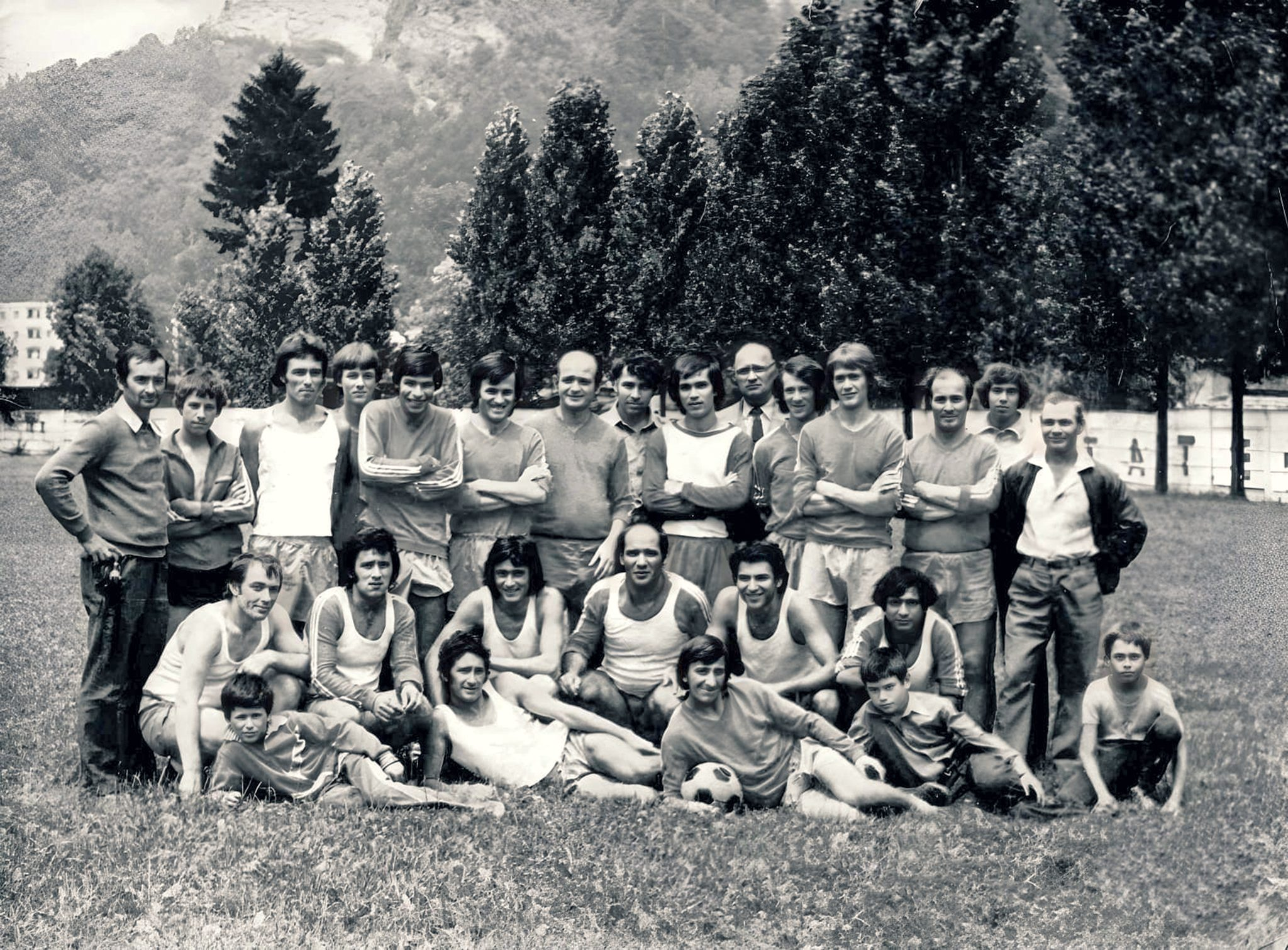
Lotru Brezoi in jurul lui Puiu Iordănescu

Veterani ai echipei: doctorul Mircea Boboș care a jucat pana în 1958 (anul decesului), Bebe Predescu, Costi Drăghici, Nelu Efrim - ambii au devenit chirurgi de renume după carierele lor sportive, Mihai Țurcan – cel mai titrat fotbalist brezoian, Gică Bardașu, Mircea Daneș, Romică Ghinoiu.
Figuri legendare ale echipei: Nicolae Ghioacă, Vanea Corotchi, Ticuță Barcan, Gheorghe Borchină, Ion Podaru, Aurel Popel, Aurel Deaconescu, Giussepe Foltea, Constantin Popescu, Ion Ciobanu, Amedeu Gîjulete, Gică Ene, Costel Diaconu, Virgil Popa, Lică Cherciu, Gheorghe Poenaru, Gavrilă Ștefan, Florea Chirculescu, Emil Împușcatu, Gigi Ghenic, Mihai Popescu (zis Popey), Viorel Diaconu (zis Lele), Dragoș Fuerescu.
În anii '70 la antrenamente și în cantonamente participa uneori și o mare personalitate a fotbalului românesc - Puiu Iordănescu. 

## Președinți club
Ion Zidaru și Remus V. Burcuș

## Antrenori
- Mitică Anescu, Dumitru Lovin, Nicolae Dinescu, Traian Popa, Dumitru Pătrașcu, Ștefan Tănase, Nicki Mihăilescu, Gheorghe Borchină[1], Dan Naum[7], Lucian Trăistaru[7], Emil Chirciu.

## Impactul local și recunoașterea

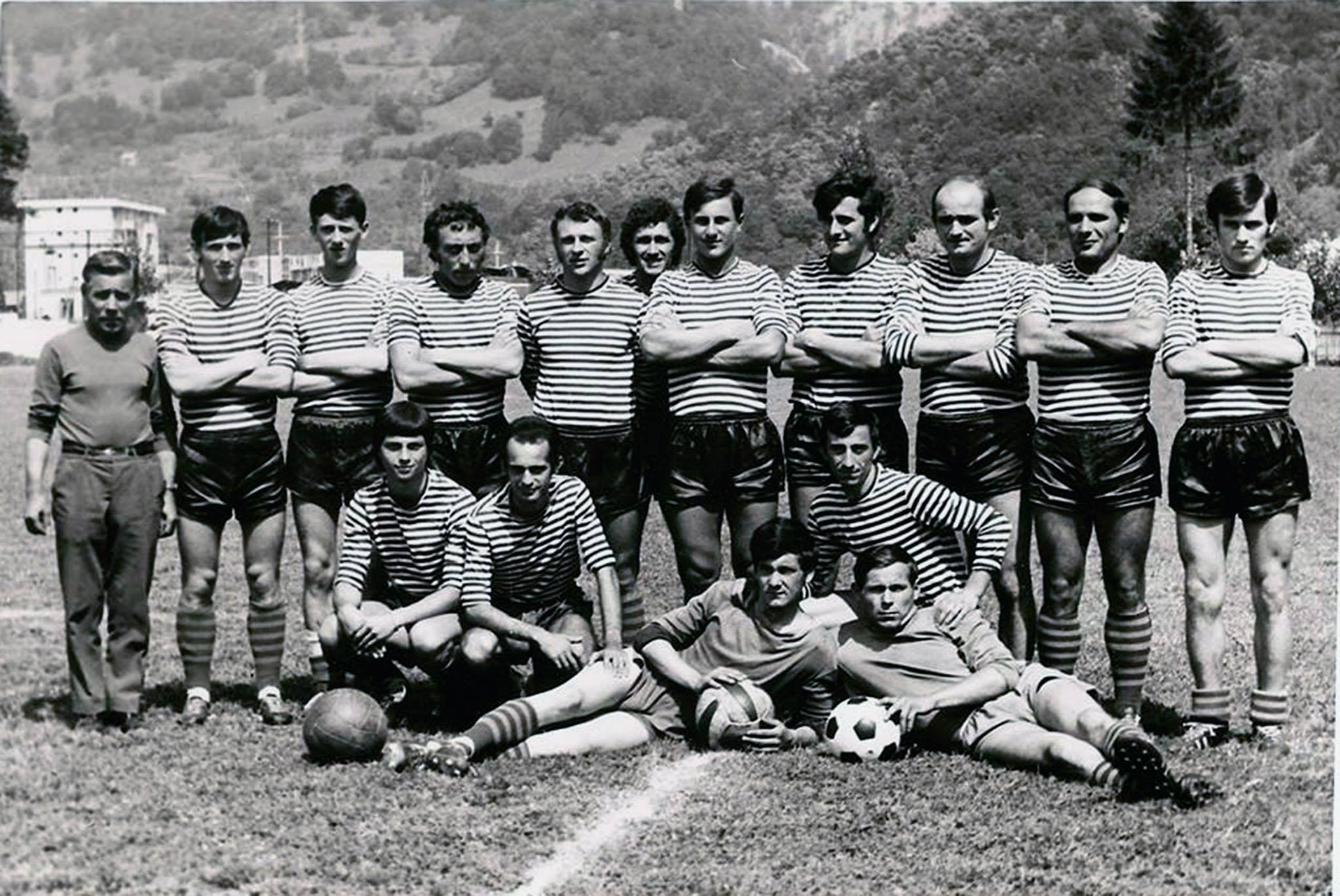
Echipa de fotbal Lotru Brezoi 1974 - Mircea Dobrin

Lotru Brezoi a fost considerată una dintre cele mai vechi și respectate echipe din județul Vâlcea. În 2013, clubul a sărbătorit 80 de ani de la înființare, eveniment marcat de autoritățile locale și de Academia Olimpică Română – Filiala Vâlcea.
„De-a lungul anilor, la Brezoi au evoluat câțiva jucători de legendă ai județului este un lucru pe care toți microbiștii vâlceni pot să-l confirme. Odinioară, pe Lotru nu o bătea nimeni. Până la Revoluția din 1989, echipa a stat ani buni în Divizia C. La vremea respectivă, multe echipe cunoscute din țară au plecat cu coada între picioare de la Brezoi, cu tolba plină de goluri”    

- Nicolae Dinescu, director AOR – Filiala Vâlcea

## Competiții actuale
În sezonul 2024–2025, Lotru Brezoi participă în Liga a IV-a Vâlcea (NURVIL), ocupând locul 16 conform clasamentului publicat de Asociația Județeană de Fotbal Vâlcea. Echipa de juniori U19 a câștigat titlul județean pentru al doilea an consecutiv.
În 2023, echipa a reprezentat județul Vâlcea în faza zonală a Campionatului Național Under 19, după ce a câștigat campionatul județean cu 62 de puncte.
În 2024, Lotru Brezoi a învins în finală echipa Oltețul Alunu cu scorul de 5-1, remarcându-se frații Raul și Robert Trăistaru, fiii antrenorului Lucian Trăistaru, și Alex Andronache, autorul unui hat-trick.

## Echipa de juniori
Echipa de juniori U19 a clubului a obținut rezultate remarcabile în ultimii ani:
- Câștigarea Campionatului Județean U19 – sezoanele 2023 și 2024[12]
- Câștigarea Cupei AJF Vâlcea – 2023 și 2024[11]
- Calificare în faza zonală a Campionatului Național U19[11]